# داکا کوریر
داکا کوریر (که معمولاً به عنوان پیک شناخته می‌شود) یک مجله خبری انگلیسی زبان بنگلادشی است. این مجله که در سال ۱۹۸۴ تأسیس شد، قدیمی‌ترین مجله انگلیسی در امور جاری کشور است. محتوای آن تا حد زیادی بر سیاست، امور بین‌الملل، اقتصاد، سفر، ادبیات، جامعه و هنر تمرکز دارد. این نشریه متعلق به گروه کاسموس که مالک آن تاجر عنایت الله خان است و یکی از مجله‌های خواهر یونایتد نیوز بنگلادش (UNB)، از خبرگزاری‌های برجسته کشور به‌شمار می‌رود.
عنایت الله خان سردبیر و مؤسس مجله است. سردبیر فعلی مجله شایان اس خان است. ویراستاران قبلی آن سید بدر الحسن، افسان چودری و م. هارون و رشید بوده‌اند.